# Luggude kontrakt
Luggude kontrakt var ett kontrakt i Lunds stift inom Svenska kyrkan. Kontraktets församlingar ligger i Höganäs kommun och Bjuvs kommun samt delar av Helsingborgs kommun. En del av kontraktets pastorat och församlingar införlivades 2020 i Åsbo kontrakt som då namnändrades till Luggude-Åsbo kontrakt medan resten införlivades i Bjäre kontrakt som då namnändrades till Bjäre-Kulla kontrakt.
Kontraktskoden var 0710.

## Administrativ historik
Kontraktet omnämns från 1500-talet och omfattade från 1850-talet nedanstående församlingar. 1 maj 1926 delades kontraktet upp i två kontrakt enligt nedan för att återbildas 1962
Luggude norra kontrakt som fanns mellan 1926 och 1961 med
- Allerums församling
- Brunnby församling
- Farhults församling som 2002 uppgick i Farhult-Jonstorps församling
- Jonstorps församling som 2002 uppgick i Farhult-Jonstorps församling
- Fleninge församling
- Höganäs församling som före 1919 benämndes Höganäs bruksförsamling
- Kropps församling
- Mörarps församling som 2002 uppgick i Mörarp-Hässlunda församling som 2010 uppgick i Kropps församling

- Vikens församling
- Välinge församling som 2002 uppgick i Välinge-Kattarps församling
- Kattarps församling som 2002 uppgick i Välinge-Kattarps församling
- Väsby församling
- Norra Vrams församling som 22 maj 1891 tillförts från Södra Åsbo kontrakt och som 2006 uppgick i Bjuvs församling
- Bjuvs församling som 22 maj 1891 tillförts från Södra Åsbo kontrakt

Luggede södra kontrakt som fanns mellan 1926 och 1961 med
- Helsingborgs församling som före 1919 benämndes Helsingborgs stadsförsamling och från 1927 Helsingborgs Maria församling och som 1962 övergick i Helsingborgs kontrakt
- Helsingborgs landsförsamling som bildades senast 1902 och som 1919 uppgick i Helsingborgs församling
- Helsingborgs Gustav Adolfs församling som bildades 1927 och som 1962 övergick i Helsingborgs kontrakt
- Raus församling som 1962 övergick i Helsingborgs kontrakt
- Hässlunda församling som 2002 uppgick i Mörarp-Hässlunda församling som 2010 uppgick i Kropps församling
- Risekatslösa församling som 2006 uppgick i Bjuvs församling
- Bårslövs församling som 1962 övergick i Helsingborgs kontrakt
- Fjärestads församling som 1962 övergick i Helsingborgs kontrakt
- Välluvs församling som 2002 uppgick i Välluv-Frillestads församling som 2010 uppgick i Kropps församling
- Frillestads församling som 2002 uppgick i Välluv-Frillestads församling som 2010 uppgick i Kropps församling
- Kågeröds församling som 1962 övergick i Rönnebergs kontrakt
- Stenestads församling som 1962 övergick i Rönnebergs kontrakt
- Halmstads församling som 1962 övergick i Rönnebergs kontrakt
- Sireköpinge församling som 1962 övergick i Rönnebergs kontrakt
- Ottarps församling som 1962 övergick i Rönnebergs kontrakt
- Ekeby församling

1 januari 2020 uppgick Ekeby församling i Kropps församling samtidigt som denna samt Bjuvs församling överfördes till Luggude-Åsbo kontrakt. Övriga pastorat och församlingar överfördes till Bjäre-Kulla kontrakt.